# Yangkam
Die Sprache Yangkam (ISO 639-3: bsx; auch bashar, basharawa, bashiri, yankam) ist eine fast ausgestorbene tarokoide Sprache, die von nur noch 100 zumeist älteren Personen im nigerianischen Bundesstaat Plateau in vier Ortschaften gesprochen wird: Tukur, Bayar, Pyaksam und Kiram entlang der Straße Amper-Bashar.
Die Sprache ist verwandt mit Pe [pai], der mit zwei weiteren Sprachen die Sprachgruppe der tarokoiden Sprachen bildet. Die Mitglieder der Yangkam-Volksgruppe sprechen heute zumeist Englisch, die Amtssprache Nigerias, als Muttersprache, betonen aber noch ihre Identität als Baschar. Einige können auch das Haussa als Zweitsprache. Die Sprache ist daher vom Aussterben bedroht.